# H-Jolle
Die H-Jolle ist eine hauptsächlich in Norddeutschland verbreitete, aber auch in Süddeutschland und der Schweiz anzutreffende Konstruktionsklasse von Segelbooten. Die H-Jolle ist ein Rundspantboot in GFK- oder Vollholzausführung. Beim Rigg sind sowohl Gaffel (bei Elb-H-Jollen oder sehr alten Booten) als auch Hochtakelung mit Alu- oder Carbonmast üblich.

## Geschichte
Die H-Jolle wurde als Konstruktionsklasse vom Deutschen Segler-Bund 1921 entworfen als 15 m² Wanderjolle.

## Eckdaten zum Boot

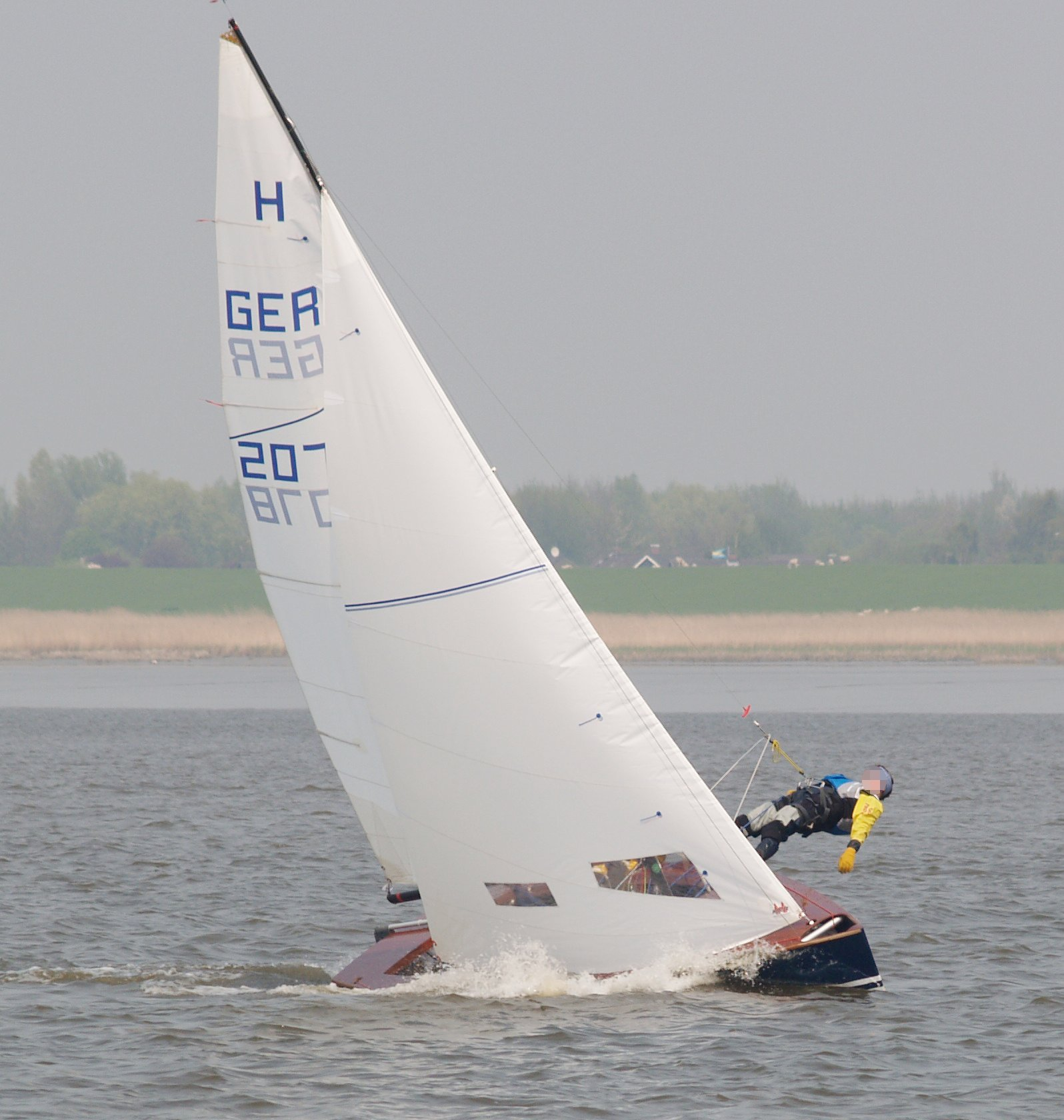
H-Jolle am Wind

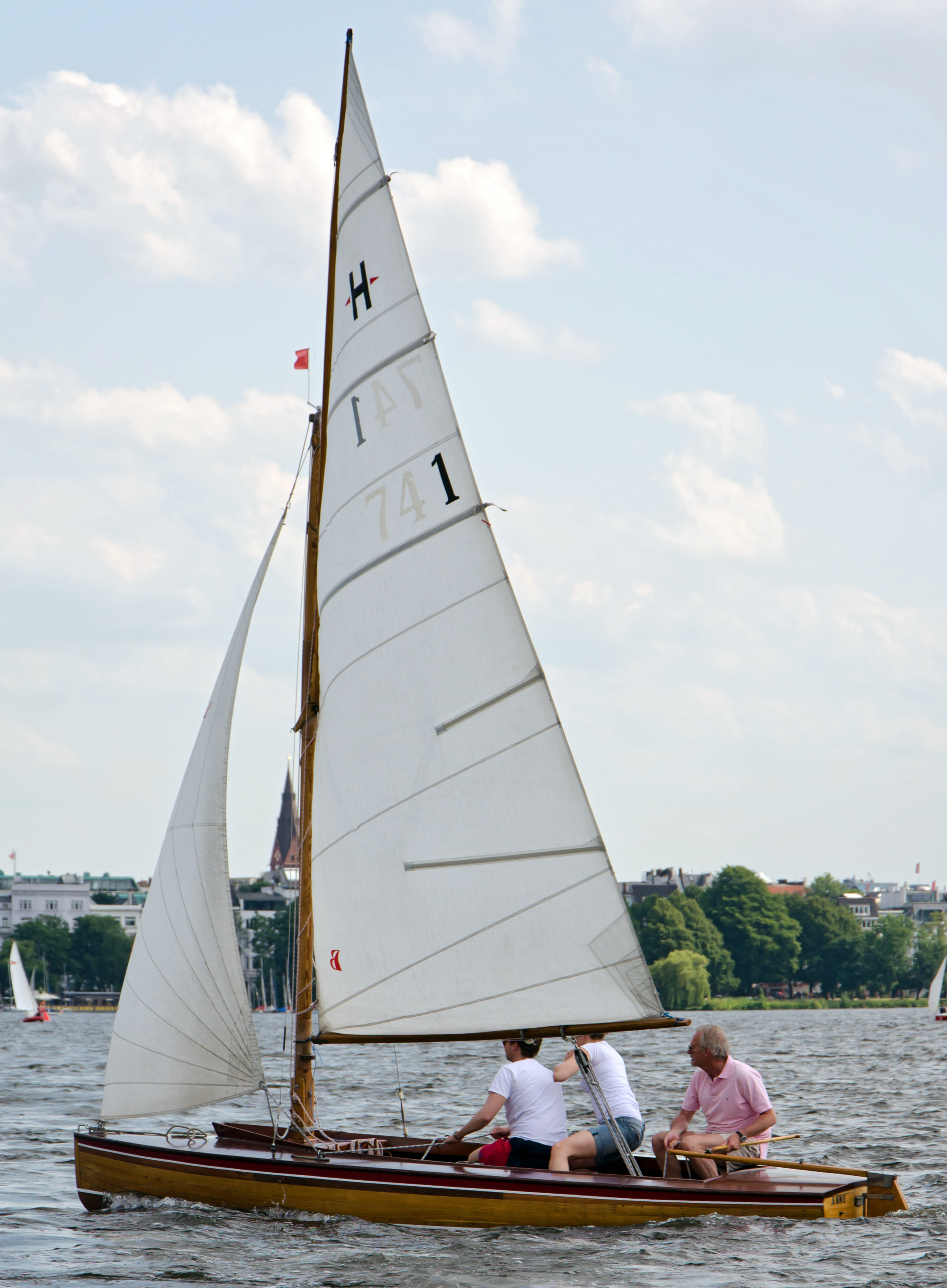
Elb-H-Jolle mit Steilgaffeltakelung

### Rumpf
- Maximale Länge: 6,20 m
- Minimale Breite: 1,70 m
- Maximale Breite: 2,18 m (bisher breiteste gebaute 2,21 m)
- Mindestgewicht des Rumpfes: 190 kg; die meisten alten wiegen 300 bis 450 kg.

### Mast und Segel
- Maximale Masthöhe: 7,50 m
- Vermessene Segelfläche am Wind: 15 m² nach den Vermessungsvorschriften, tatsächlich aber mehr.
- Spinnaker: maximal 36 m²

### Besatzung bei Wettbewerben
Zwei Personen, von denen eine das Trapez benutzen darf. Bis zu einem Mannschaftsgewicht von 200 kg darf auch zu dritt gesegelt werden. In diesem Fall ist ein Doppeltrapez für die Vorschoter zulässig, wenn diese zusammen nicht mehr als 120 kg wiegen.